# 체질량 지수

BMI(체중/키^{2}) 상관도
Underweight : 저체중
Normal range : 보통
Overweight : 전(前)비만
Obese : 비만 1~3급
출처：WHO BMI 분류

체질량 지수(體質量指數, body mass index, BMI)는 인간의 비만도를 나타내는 지수로, 체중과 키의 관계로 계산된다. 케틀레지수(Quetelet index)라고도 한다.
키가 t 미터, 체중이 w 킬로그램일 때, BMI는 다음과 같다. (키의 단위가 센티미터가 아닌 미터임에 유의해야 한다.)
{\displaystyle \mathrm {BMI} ={\frac {w}{t^{2}}}}

## 비만 기준

### 아시아
세계보건기구가 정한 것에 따르면,
- 초고도비만 : 150 이상
- 비만 : 99.1 이상
- 과체중 : 70.3 이상

이다.
저체중:29kg 이하
정상: 30~70.2
과체중 70.3~99
비만:99.1~150
초고도비만 150kg 이상

### 한국
대한비만학회는 이보다 더 단순하다.
- 고도 비만 : 39 이상
- 중(重)도 비만 (2단계 비만) : 32 - 38.9
- 경도 비만 (1단계 비만) :30  -36.9
- 과체중 : 24- 29.9
- 정상 : 10 - 23.9
- 저체중 : 10 미만

이다.

## 논란
- BMI는 과체중 또는 비만을 판정하기에 부정확한 방법이라는 지적이 많다. 체지방률을 기준으로 비만을 판단하는 것이 아닌, 순전히 키와 몸무게만 가지고 판단하는 것이기 때문.많은 사람들, 심지어 의사들조차 의문을 제기하는 수준이다. 근육은 같은 부피의 지방보다 무겁기 때문에, 지방은 적고 근육이 많은 사람과 근육은 없고 지방이 많은 사람을 비교하면 전자의 BMI가 높게 나온다. 이는 BMI 지수로 남녀의 비만율을 평가할 때 특히 문제가 드러난다. 지방은 적고 근육이 많은 남성이 근육이 없고 지방이 많은 여자보다 훨씬 미용적으로 날씬함에도 불구하고 BMI는 더 높게 나오기 때문.
- 서울대 예방의학교실 유근영, 강대희, 박수경 교수 연구팀이 지금껏 사용된 BMI에 따른 비만도 구분이 한국인에게 맞지 않는다는 연구 결과를 최근 발표했다. 연구팀은 ‘아시아 코호트(특정한 기간에 태어난 사람들 집단) 컨소시엄’에 참여해 한국인 1만6000여 명을 포함한 아시아인 114만 명에 대한 장기간 추적 조사를 실시했다. 연구 대상 한국인의 평균 조사 기간은 6.5년(전체 9.2년)이었다. 연구 결과 한국인을 포함한 동아시아인들은 BMI가 22.5 이상 27.5 미만일 때 사망 위험이 가장 낮았다. 이번 조사 결과로 그동안 대한비만학회 등이 기준으로 삼은 비만기준이 한국인 체형과는 맞지 않는다는 지적에 힘이 실리게 됐다. 이번 연구 결과 현재 한국에서 비만에 해당돼 위험군으로 분류되는 사람들의 사망 위험이 과장된 것으로 나타났기 때문이다. 또 적정 체중에 대한 수정이 필요하다는 목소리도 커질 것으로 보인다.[1][2]
- 2013년에 미국 국가보건통계청(NCHS) 연구팀이 미국의학협회저널(JAMA)에 288만 명의 비만도와 27만 건의 사망 사례를 비교한 논문을 실었다. 이에 따르면 국제기준으로 정상체중(BMI 18.5~24.9)인 사람보다 과체중(BMI 25~29.9)인 사람의 사망률이 6% 낮았다. 가벼운 비만자(BMI 30~34.9)도 정상체중 사람과 사망률에 별다른 차이가 없었고, 중·고도 비만인 경우에만 사망률이 크게 높았다. 즉, BMI 35 이상인 고도 비만인 사람은 정상범위(18.5∼25)에 있는 사람보다 일정 기간에 사망할 확률이 무려 29% 높았다. 결국, 이른바 '마른 비만'을 가려낼 수 없다는 의미다.[3][4][5]

## 체지방률
- 체질량 지수를 맹신해서는 안되는데, 이른바 '마른 비만' 이라고 부르는 체지방률이 높은 경우가 이에 속한다. '마른 비만' 이란 체질량 지수는 낮거나 정상인데, 체지방률이 높은 경우를 의미한다. 남성은 체지방률이 25% 이상일 때, 여성은 30% 이상일 때 보통 '마른 비만'으로 분류하게 된다.[6][7]

## 허리 둘레
- 대한비만학회에서 제시한 비만의 진단기준은 첫째, 체질량지수 기준으로 30kg/m2 이상 일 경우 비만으로 진단하고, 둘째, 허리둘레 기준으로 남자 90cm 이상, 여자 85cm 이상을 복부비만으로 진단한다.[8]

## 같이 보기
- 체질량 지수에 따른 나라 목록
- 칼로리

## 참고 자료
- WHO가 규정한 BMI 지수
- 나의 체형 알아보기 한국인 인체치수조사 '사이즈 코리아'